# Calyptoproctus confusus
Calyptoproctus confusus är en insektsart som beskrevs av William Lucas Distant 1906. Calyptoproctus confusus ingår i släktet Calyptoproctus och familjen lyktstritar. Inga underarter finns listade i Catalogue of Life.